# Вавилонська вежа (повість)
«Вавилонська вежа» (англ. Tower of Babylon) — науково-фентезійна коротка повість американського письменника-фантаста Теда Чана, опублікована в 1990 році. Історія переглядає міф про Вавилонську вежу як будівельний мегапроект, в умовах, де принципи донаукової космології (геоцентрична модель, небесні сфери тощо) буквально правдиві. Це перший опублікований твір Чана.
Твір отримав премію Неб'юла в 1991 році в категорії «найкраща коротка повість» та була перевидана в авторській збірці Чана, «Історії вашого життя та інше».

## Синопсис
Гіллалум - шахтар з Еламу, якого викликали до Вавилонської вежі, величезної цегляної вежі, будівництво якої ведется вже декілька століть. Він та його колеги були найняті копати Небесну твердь, щоб відкрити творіння Яхве. Гіллалум благополучно заходить до тверді. Після небезпечної подорожі, небезпека якої постійно зростає, він виявляє, що повернувся назад на поверхню, на деяку відстань від Башти, а не на Небо, як очікувалося. 

## Відгуки
"Вежа" отримала премію Небула 1991 року за "найкращу коротку повість" та була номінована на премію Премію «Г'юго» 1991 року.